# Aloysius Anagonye
Aloysius Anagonye (Southfield, 10 febbraio 1981) è un ex cestista nigeriano.

## Carriera
In Italia ha vestito le maglie del Basket Livorno e della Sutor Montegranaro.
Con la Nigeria ha disputato i Campionati mondiali del 2006 e due edizioni dei Campionati africani (2007, 2009).

## Palmarès
- Campione NCAA (2000)
- Supercoppa di Slovenia (2003)
- Campione di Slovenia (2004)
- Coppa di Slovenia: 1

Union Olimpija: 2011
- Match des Champions: 1

Paris-Levallois: 2013